# Múscul romboide menor
El múscul romboide menor (musculus rhomboideus minor) és un dels dos músculs romboides que hi ha a la zona escapular. Com el seu nom inidica (romboide), aquest múscul té forma geomètrica similar a la d'un diamant.
Sorgeix de la part inferior del lligament nucal i de les apòfisis espinoses de la setena vèrtebra cervical (C7) i la primera vèrtebra dorsal (D1). S'insereix en les vores de les vèrtebres, prop del punt on s'uneix la columna vertebral amb l'escàpula.
En general, és separada de la múscul romboide major per un lleuger interval, però els marges adjacents dels dos, de tant en tant, estan units. El romboide menor està en la part superior del romboide major.

## Imatges

Posició del múscul romboide menor (en vermell).
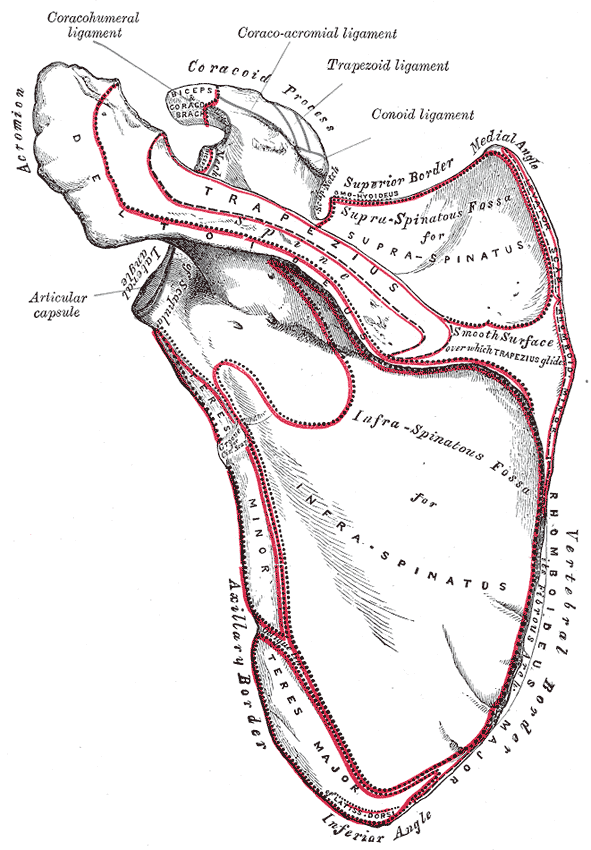
Escàpula esquerra. Superfície dorsal.
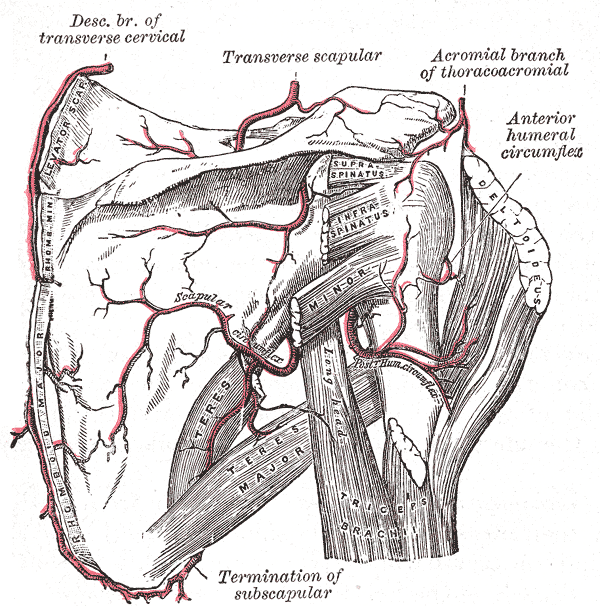
Artèries escapular i circumflexa. El romboide major apareix etiquetat a baix a l'esquerre.